# Podział administracyjny Kościoła Prawosławnego Ukrainy
| Nazwa eparchii                       | Rok powstania | Poprzednia jurysdykcja | Ordynariusz                                                   | Terytorium                                              | Liczba parafii | Liczba klasztorów | Sobór katedralny | Uwagi |
| ------------------------------------ | ------------- | ---------------------- | ------------------------------------------------------------- | ------------------------------------------------------- | -------------- | ----------------- | ---------------- | --- |
| Eparchia białocerkiewska             | 2023          | –                      | metropolita białocerkiewski Eustraty (Zoria)                  | rejon białocerkiewski obwodu kijowskiego                |                |                   |                  | Wydzielona z części eparchii kijowskiej |
| Eparchia charkowska                  | 1992          | UKP PK                 | biskup charkowski i bohoduchowski Mitrofan (Butynski)         | obwód charkowski                                        |                |                   |                  | |
| Eparchia charkowsko-połtawska        |               | UAKP                   | arcybiskup charkowski i iziumski Atanazy (Szkurupij)          | obwody charkowski, czerkaski, kirowohradzki i połtawski |                | 2                 |                  | |
| Eparchia chersońska                  | 1997          | UKP PK                 | biskup chersoński i taurydzki Nikodem (Kułygin)               | obwód chersoński                                        |                |                   |                  | |
| Eparchia chmielnicka                 | 1992          | UKP PK                 | biskup chmielnicki i kamieniecko-podolski Paweł (Jurystyj)    | obwód chmielnicki                                       |                |                   |                  | |
| Eparchia czerkaska                   | 1992          | UKP PK                 | metropolita czerkaski i czehryński Jan (Jaremenko)            | obwód czerkaski                                         |                |                   |                  | |
| Eparchia czernihowska                | 1992          | UKP PK                 | biskup czernihowski i nieżyński Antoni (Firłej)               | obwód czernihowski                                      |                |                   |                  | |
| Eparchia czerniowiecka               | 1992          | UKP PK                 | metropolita czerniowiecki i bukowiński Daniel (Kowalczuk)     | obwód czerniowiecki                                     |                |                   |                  | |
| Eparchia czerniowiecko-chocimska     | 1990          | UAKP                   | arcybiskup czerniowiecki i chocimski German (Semanczuk)       | obwód czerniowiecki                                     |                |                   |                  | |
| Eparchia czerniowiecko-kocmańska     | 1997          | UKP PK                 | arcybiskup czerniowiecki i kocmański Onufry (Chawruk)         | obwód czerniowiecki                                     |                |                   |                  | |
| Eparchia dniepropetrowska            | 1992          | UKP PK                 | biskup dnieprowski i krzyworoski Symeon (Zinkewycz)           | obwód dniepropetrowski                                  |                |                   |                  | |
| Eparchia doniecka                    | 1992          | UKP PK                 | arcybiskup doniecki i mariupolski Sergiusz (Horobcow)         | obwód doniecki                                          |                |                   |                  | |
| Eparchia doniecko-słowiańska         | 2017          | UAKP                   | biskup doniecki i słowiański Sawa (Fryziuk)                   | obwody doniecki i ługański                              |                |                   |                  | |
| Eparchia drohobycko-samborska        | 1992          | UKP PK                 | arcybiskup drohobycki i samborski Jakub (Makarczuk)           | obwód lwowski (południowe rejony)                       |                |                   |                  | |
| Eparchia iwano-frankiwska            | 1990          | UAKP                   | metropolita iwano-frankiwski Andrzej (Abramczuk)              | obwód iwanofrankiwski                                   |                |                   |                  | |
| Eparchia iwanofrankiwsko-halicka     | 1990          | UKP PK                 | metropolita iwanofrankiwski i halicki Joazaf (Wasyłykiw)      | obwód iwanofrankiwski (część)                           |                |                   |                  | |
| Eparchia kijowska                    | 2009          | UKP PK                 | metropolita kijowski i całej Ukrainy Epifaniusz (Dumenko)     | Kijów i obwód kijowski (część)                          |                |                   |                  | |
| Eparchia kołomyjska                  | 1997          | UKP PK                 | biskup kołomyjski i kosowski Julian (Hatała)                  | obwód iwanofrankiwski (południowe rejony)               |                |                   |                  | |
| Eparchia kropywnycka                 | 1992          | UKP PK                 | biskup kirowohradzki i hołowanowski Marek (Łewkiw)            | obwód kirowohradzki                                     |                |                   |                  | |
| Eparchia krymska                     | 1996          | UKP PK                 | metropolita symferopolski i krymski Klemens (Kuszcz)          | Autonomiczna Republika Krymu i Sewastopol               |                |                   |                  | |
| Eparchia lwowska                     | 1989          | UAKP                   | metropolita lwowski Makary (Małetycz)                         | obwód lwowski                                           |                | 2                 |                  | |
| Eparchia lwowsko-sokalska            | 1992          | UKP PK                 | metropolita lwowski i sokalski Dymitr (Rudiuk)                | obwód lwowski (część)                                   |                |                   |                  | |
| Eparchia ługańska                    | 2000          | UKP PK                 | biskup ługański i starobielski Laurenty (Myhowycz)            | obwód ługański                                          |                |                   |                  | |
| Eparchia mikołajowska                | 1992          | UKP PK                 | metropolita mikołajowski i bohojawleński Włodzimierz (Ładyka) | obwód mikołajowski                                      |                |                   |                  | |
| Eparchia mukaczewsko-karpacka        |               | UAKP                   | biskup mukaczewski i karpacki Wiktor (Bed´)                   | obwód zakarpacki (część)                                |                |                   |                  | |
| Eparchia odeska                      | 1992          | UKP PK                 | biskup odeski i bałcki Atanazy (Jaworski)                     | obwód odeski                                            |                |                   |                  | |
| Eparchia perejasławska i wiszniewska | 2019          | –                      | metropolita perejasławski i wiszniewski Aleksander (Drabynko) | Kijów i obwód kijowski                                  |                | 1                 |                  | W skład eparchii wchodzą parafie, które przeszły pod jurysdykcję Kościoła Prawosławnego Ukrainy z eparchii białocerkiewskiej, boryspolskiej i kijowskiej UKP PM |
| Eparchia połtawska                   | 1992          | UKP PK                 | arcybiskup połtawski i krzemieńczucki Teodor (Bubniuk)        | obwód połtawski                                         |                |                   |                  | |
| Eparchia rówieńska                   | 1992          | UKP PK                 | arcybiskup rówieński i ostrogski Hilarion (Procyk)            | obwód rówieński                                         |                |                   |                  | |
| Eparchia rówieńsko-wołyńska          | 1990          | UAKP                   | biskup rówieński i sarneński Gabriel (Kryzyna)                | obwody rówieński i wołyński                             |                |                   |                  | |
| Eparchia sumska                      | 1996          | UKP PK                 | arcybiskup sumski i achtyrski Metody (Sribniak)               | obwód sumski                                            |                |                   |                  | |
| Eparchia tarnopolska                 | 1992          | UKP PK                 | arcybiskup tarnopolski i krzemieniecki Nestor (Pysyk)         | obwód tarnopolski                                       |                |                   |                  | |
| Eparchia tarnopolsko-buczacka        | 1989          | UAKP                   | arcybiskup tarnopolski i buczacki Tichon (Petraniuk)          | obwód tarnopolski                                       |                |                   |                  | |
| Eparchia tarnopolsko-trembowelska    | 2009          | UKP PK                 | biskup tarnopolski i trembowelski Paweł (Krawczuk)            | obwód tarnopolski                                       |                |                   |                  | |
| Eparchia taurydzka                   |               | UAKP                   | biskup chersoński i kachowski Borys (Charko)                  | obwody chersoński i mikołajowski                        |                |                   |                  | |
| Eparchia użhorodzko-chustska         | 2015          | UAKP                   | biskup użhorodzki i chustski Cyryl (Mychajluk)                | obwód zakarpacki (część)                                |                |                   |                  | |
| Eparchia winnicko-barska             | 1933; 2018    | UKP PM                 | metropolita winnicki i barski Symeon (Szostacki)              | obwód winnicki                                          |                |                   |                  | Część duchowieństwa i wiernych pozostała w jurysdykcji UKP PM (eparchia winnicka)                                                                               |
| Eparchia winnicko-bracławska         | 1991          | UAKP                   | metropolita winnicki i bracławski Roman (Bałaszczuk)          | obwód winnicki                                          |                |                   |                  | |
| Eparchia winnicko-tulczyńska         | 1992          | UKP PK                 | arcybiskup winnicki i tulczyński Michał (Bondarczuk)          | obwód winnicki                                          |                |                   |                  | |
| Eparchia włodzimiersko-wołyńska      | 2017          | UKP PK                 | biskup włodzimiersko-wołyński i turzyski Mateusz (Szewczuk)   | obwód wołyński (część)                                  |                |                   |                  | |
| Eparchia wołyńska                    | 1992          | UKP PK                 | metropolita łucki i wołyński Michał (Zinkewycz)               | obwód wołyński (część)                                  |                |                   |                  | |
| Eparchia zakarpacka                  | 1992          | UKP PK                 | biskup użhorodzki i zakarpacki Warsonofiusz (Rudnik)          | obwód zakarpacki                                        |                |                   |                  | |
| Eparchia zaporoska                   | 1996          | UKP PK                 | biskup zaporoski i melitopolski Focjusz (Dawydenko)           | obwód zaporoski                                         |                |                   |                  | |
| Eparchia żytomiersko-owrucka         | 1991          | UKP PK                 | biskup żytomierski i owrucki Paisjusz (Kucharczuk)            | obwód żytomierski                                       |                |                   |                  | |
| Eparchia żytomiersko-poleska         |               | UAKP                   | arcybiskup żytomierski i poleski Włodzimierz (Szłapak)        | obwód żytomierski                                       |                |                   |                  | |
| Wikariat rumuński                    | 2019          | –                      | metropolita kijowski i całej Ukrainy Epifaniusz (Dumenko)     |                                                         |                |                   |                  | |